# Ruby Harrold
Ruby Harrold (Stevenage, Inglaterra, 4 de junio de 1996) es una gimnasta artística británica, medallista mundial de bronce en 2015 en el concurso por equipos.

## Carrera deportiva
En el Campeonato Europeo celebrado en Sofía en 2014 consigue la medalla de plata en el concurso por equipos.
En el Mundial celebrado en Glasgow (Escocia) en 2015 gana la medalla de bronce en el concurso por equipos. Reino Unido queda tras Estados Unidos (oro) y China (plata); sus seis compañeras de equipo fueron: Ellie Downie, Claudia Fragapane, Rebecca Downie, Kelly Simm, Amy Tinkler y Charlie Fellows.
En el Campeonato Europeo celebrado en Berna (Suiza) en 2016 vuelve a conseguir la medalla de plata en el concurso por equipos.